# Mariano Rajoy Brey
Mariano Rajoy Brey (Santiago de Compostella, 27 maart 1955) is een Spaans politicus, lid van de Partido Popular. Van 21 december 2011 tot 1 juni 2018 was hij premier van Spanje. Zijn partij won in december 2011 de parlementsverkiezingen, waardoor Rajoy José Luis Rodríguez Zapatero opvolgde, als zesde premier van het post-Franco Spanje. Ook na de parlementsverkiezingen van 2015 en 2016 bleef Rajoy aan als premier, maar wel in een minderheidsregering. Na een motie van wantrouwen werd hij op 1 juni 2018 door het congres weggestemd als premier, waarna hij op 5 juni het partijvoorzitterschap aan de PP teruggaf.

## Loopbaan

### Jeugd en opleiding
Mariano Rajoy studeerde rechten in zijn geboortestad Santiago de Compostella. Nadat hij in 1977 afstudeerde slaagde hij voor het toelatingsexamen tot onroerend-goed-registrator. Hij verliet Galicië om in Villafranca del Bierzo te gaan werken.

### Eerste stappen in de politiek
Bij de eerste democratische regioverkiezingen in 1981 werd hij voor de Alianza Popular (AP) verkozen in de Xunta de Galicia. In de landelijke verkiezing van 1986 werd hij voor de Cortes Generales verkozen, maar hij weigerde de zetel om vicepresident van Galicië te kunnen worden. Vanaf dat moment werd Rajoy bij elke landelijke verkiezing in zijn kiesdistrict Pontevedra verkozen voor de Cortes.
Hoewel afkomstig uit de AP, de zeer rechtse partij van ex-franquistische leiders, evolueerde hij zonder problemen met diens opvolger, de Partido Popular (PP) mee naar het politieke centrum. In 1989 maakte hij de sprong naar Madrid. Dat jaar werd Rajoy verkozen als woordvoerder en gaf partijleider José María Aznar, tot verrassing van velen, de voorkeur aan hem als vice-secretaris-generaal, boven enkelen van de zwaargewichten van de partij. In 1992 wist hij het enige akkoord te sluiten tussen de PP, toen een oppositiepartij, en de socialistische regering van Felipe González. Hierdoor won Rajoy aan aanzien als kundig onderhandelaar.

### Minister onder Aznar
Tussen 1996 en 2003 was hij minister met wisselende portefeuilles in de regeringen van José María Aznar. Als minister van Publieke Overheden had hij de moeilijke taak de overdracht van verantwoordelijkheden aan de Baskische en Catalaanse regeringen te onderhandelen met de pro-onafhankelijkheidsnationalisten die op dat moment in deze twee regio's aan de macht waren. Ondanks de kritiek die hij hierop uit de regio's kreeg, bewoog hij zich als een vis in het water in de vraagstukken over soevereiniteit en de gemeenschappen. Als minister van Onderwijs voerde hij verplicht middelbaar onderwijs in; een hervorming die in de eigen gelederen nooit populair is geweest, maar werd toegejuicht door de socialisten.
In 2000 was hij campagneleider van de Partido Popular, die dat jaar voor het eerst een absolute meerderheid behaalde. Dat maakte hem tot de'" kroonprins" van Aznar, en tijdens diens tweede termijn was hij minister van het Presidentschap, en tussen 2000 en 2003 tevens vicepresident van de regering. Pas in augustus 2017 zou bekend worden, dat de campagne van 2000 illegaal was gefinancierd, iets waarvoor de penningmeester opdraaide maar waarvoor Rajoy alleen als getuige voor de rechtbank moest verschijnen.
Toen in 2002 de olietanker Prestige voor de kust van Galicië schipbreuk leed, was Rajoy belast met de coördinatie van het opruimen. Dit liep uit op een regelrechte ramp en beschadigde zijn reputatie. Desalniettemin werd hij aangewezen als opvolger van Aznar en alles wees erop dat hij na de verkiezingen in 2004 premier van Spanje zou worden. De terroristische aanslagen in Madrid van 11 maart 2004 gooiden roet in het eten. De regering van Aznar bleef volhouden dat de aanslagen gepleegd waren door de ETA, ook tegen beter weten in. In een paar dagen tijd draaide de publieke opinie en werd een week later de socialistische José Luis Rodríguez Zapatero tot premier gekozen.

### Oppositie tegen Zapatero en lijsttrekkerschap
Sindsdien was Rajoy afgevaardigde in het congres, voorzitter van de PP en de voornaamste oppositieleider tegen de regering van Zapatero. Hij was minder hard dan zijn voorganger en bereid tot overleg met de regering over de belangrijkste thema's, zoals de staatsinrichting van het land met de autonome gemeenschappen en de aanpak van het terrorisme.
Rajoy was opnieuw lijsttrekker voor zijn partij voor de verkiezingen van maart 2008, die hij weer verloor. Er ontstond oppositie in zijn eigen PP, met name onder de haviken, die hem een verrader van de partij noemden. Hij wist echter overeind te blijven, en voerde de PP voor de derde keer aan bij de parlementsverkiezingen in november 2011. Zijn belangrijkste concurrent voor het premierschap was Alfredo Pérez Rubalcaba, kandidaat van de PSOE. De PP won de verkiezingen en behaalde een absolute meerderheid in het parlement, en sindsdien was Rajoy de premier van Spanje.

### Premierschap
Nadat de Partido Popular de parlementsverkiezingen van 2011 won, werd Rajoy op 21 december 2011 ingehuldigd als premier van de tiende legislatuur. Tijdens zijn inhuldigingsrede kondigde hij aan 16,7 miljard te willen bezuinigen. Uiteindelijk bezuinigde hij zelfs veel meer. De belangrijkste posten waar zijn regering in wilde snijden waren sociale voorzieningen zoals werkloosheidsuitkeringen, de gezondheidszorg en het ambtenarenapparaat.
Verder stond Rajoy een versobering van de rechten van werknemers voor, om te bezuinigen maar ook als maatregel tegen de werkloosheid. Al binnen twee maanden realiseerde hij dit met het doorvoeren van een hervorming van de arbeidsmarkt, die het gemakkelijker en goedkoper maakte om personeel te ontslaan. Deze hervormingen werden gevolgd door protesten en een algemene staking op 29 maart 2012.
Ondanks de beloftes en de pogingen de economie weer op gang te brengen verslechterde de economische situatie van het land, en op 10 juni 2012 moest Spanje hulp vragen voor de banken bij het Europese noodfonds.
Tot de bezuinigingen op de gezondheidszorg hoorde het intrekken van de gratis zorgpas van illegaal in Spanje verblijvende buitenlanders per 1 september 2012. Deze maatregel trof naar schatting 150.000 mensen.
Bij de verkiezingen van 2015 bleef de PP onder leiding van Rajoy de grootste partij, maar ze verloor de meerderheid in het parlement. Omdat het daarna niet lukte om een coalitie te sluiten, werden in de zomer van 2016 nogmaals verkiezingen gehouden, met hetzelfde resultaat. In oktober 2016 kon Rajoy ten slotte een akkoord bereiken met de nieuwe liberale partij Ciudadanos, die zijn nieuwe minderheidskabinet gedoogsteun gaven tot eind mei 2018.

#### Catalonië
De regio Catalonië verklaarde na het referendum van 1 oktober 2017 haar onafhankelijkheid van Spanje. Daarop besloot de Spaanse regering om artikel 155 van de Spaanse grondwet in werking te zetten, waarmee de Catalaanse regering uit haar functie gezet werd en Spanje zeggenschap nam over de regio. Op de dag van het illegaal verklaarde referendum was het chaos in Catalonië met Spaanse agenten die hard ingrepen tegen Catalanen die wilden stemmen. Dat kwam de Spaanse regering op veel kritiek te staan, ook uit andere landen en van mensenrechtenorganisaties.

#### Corruptie
Het was uiteindelijk een corruptiezaak die voor het einde van Rajoy's premierschap zorgde. Een groot aantal oud-bestuurders van de Partido Popular was schuldig in de zaak-Gürtel en ook de partij zelf werd aangewezen als medeplichtige in deze zaak waarbij meer dan 120 miljoen euro aan publiek geld was gemoeid. Een van de schuldigen was Luis Bárcenas. Hij was penningmeester van de partij en een vertrouweling van Rajoy. Rajoy is zelf mogelijk ook betrokken geweest bij de corruptie, al wordt dat door zijn partij ontkend. Door de uitspraak was de geloofwaardigheid van zowel de partij als de partijtop beschadigd, en het was voor Pedro Sánchez van oppositiepartij PSOE aanleiding om een motie van wantrouwen in te dienen tegen Rajoy. Die kreeg op 1 juni 2018 een meerderheid van de stemmen in het Spaanse parlement, waardoor Rajoy's periode als premier eindigde. PSOE-leider Sánchez werd zijn opvolger.

## Persoonlijk leven
Rajoy is op zijn veertigste getrouwd met Elvira Fernandez Balbao. Het huwelijk is in 1996 gesloten door een anarchistische priester, een familievriend van de bruid. Deze laatste werkte toen bij het televisiestation Antena 3. Het echtpaar heeft twee zonen.
- Biblioteca Nacional de España: XX1079922
- Bibliothèque nationale de France: cb16223389w (data)
- Catàleg d'autoritats de noms i títols de Catalunya: 981058522707806706
- Gemeinsame Normdatei: 137037457
- International Standard Name Identifier: 0000 0001 0534 9699
- Library of Congress Control Number: no2003052380
- Nationale Bibliotheek van Israël: 987007382634305171
- Nationale Bibliotheek van Polen: a0000002873102
- Parlement.com: viumdina80zg
- Istituto Centrale per il Catalogo Unico: CAGV237812
- Système universitaire de documentation: 070955018
- Virtual International Authority File: 7079434
- WorldCat: E39PBJdWKyRdd7bW8DxFrPKWXd